# Маттео Фурлан
Маттео Фурлан (італ. Matteo Furlan, 29 травня 1989) — італійський плавець.
Призер Чемпіонату Європи з водних видів спорту 2018, 2020 років.